# Бардзимашвили, Роберт
Роберт Бардзимашвили (груз. რობერტ ბარძიმაშვილი; 1934—2003) — заслуженный артист Грузинской ССР (1967), народный артист Грузии, вокалист, музыкант (клавишные, гитара).

## Биография
Основатель и художественный руководитель ансамбля «Орэра» с 1958 по 1975 года.
В 1975 году покинул «Орэру» и организовал ВИА-75 — группу, тяготевшую к стилям фьюжн и хард-рок.
В постсоветские годы Бардзимашвили руководил Тбилисской оперой, а позже работал руководителем детской музыкальной студии «Лахти» в Тбилиси, записывал песни и снимался в музыкальных клипах.
Скончался в 2003 году в Тбилиси от сердечного приступа в возрасте 69 лет.

## Фильмография

### Актёр
- 1970 Орэра, полный вперёд! (ТВ)
- 1959 Прошедшее лето

### Сценарист
- 1970 Орэра, полный вперёд! (ТВ)

### Музыкальное сопровождение
- 1962 Куклы смеются